# Oedothorax macrophthalmus
Oedothorax macrophthalmus är en spindelart som beskrevs av George Hazelwood Locket och Anthony Russell-Smith 1980. Oedothorax macrophthalmus ingår i släktet Oedothorax och familjen täckvävarspindlar. Inga underarter finns listade i Catalogue of Life.